# عرقون ثنائي
عرقون ثنائي (الاسم العلمي:Euphrasia bicknellii) هو نوع من النباتات يتبع جنس العرقون من الفصيلة الهالوكية.